# چستربروک (پنسیلوانیا)
چستربروک، پنسیلوانیا، (به انگلیسی: Chesterbrook, Pennsylvania) شهری در ایالت پنسیلوانیا کشور ایالات متحده آمریکا است که جمعیت آن در سرشماری ۲۰۱۰ ایالات متحده امریکا، ۴٫۵۸۹ نفر بوده‌است.